# 2022 en cyclisme
| Années du cyclisme : 2019 - 2020 - 2021 - 2022 - 2023 - 2024 - 2025    |
| Décennies du cyclisme : 1990 - 2000 - 2010 - 2020 - 2030 - 2040 - 2050 |

Le résumé de l'année 2022 en cyclisme.

## Par mois

### Janvier
- 2 janvier : Coupe du monde de cyclo-cross, manche de Hulst.
- 16 janvier : Coupe du monde de cyclo-cross, manche de Flamanville.
- 23 janvier : Coupe du monde de cyclo-cross, manche de Hoogerheide.
- 29-30 janvier : championnats du monde de cyclo-cross,  à Fayetteville, aux États-Unis.

### Février
- 19-20 février : championnats panaméricains de descente VTT, à Cartago, au Costa Rica.
- 20-26 février : Tour des Émirats arabes unis (UCI World Tour)
- 26 février :  Circuit Het Nieuwsblad (UCI World Tour)

### Mars
- 5 mars : Strade Bianche (UCI World Tour)
- 5 mars : Strade Bianche féminines (UCI World Tour féminin)
- 6-13 mars : Paris-Nice (UCI World Tour)
- 7-13 mars : Tirreno-Adriatico (UCI World Tour)
- 12 mars : Tour de Drenthe féminin (UCI World Tour féminin)
- 19 mars : Milan-San Remo (UCI World Tour)
- 19-20 mars : championnats d'Océanie de descente VTT, à Gold Coast, en Australie.
- 21 mars : Trofeo Alfredo Binda-Comune di Cittiglio (UCI World Tour féminin)
- 21-27 mars : Tour de Catalogne (UCI World Tour)
- 23 mars : Classic Bruges-La Panne (UCI World Tour)
- 23-27 mars  : championnats d'Afrique sur route, à Charm el-Cheikh, en Égypte.
- 24 mars : Classic Bruges-La Panne féminine (UCI World Tour féminin)
- 25 mars : E3 Saxo Bank Classic (UCI World Tour)
- 25-27 mars : Coupe du monde de BMX freestyle, manche de Hiroshima.
- 25-29 mars  : championnats d'Asie sur route, à Douchanbé, au Tadjikistan.
- 26-27 mars : Coupe du monde de VTT, manche de Lourdes.
- 27 mars : Gand-Wevelgem (UCI World Tour)
- 27 mars : Gand-Wevelgem féminin (UCI World Tour féminin)
- 27 mars : championnats d'Océanie de cross-country VTT, à Brisbane, en Australie.
- 30 mars : À travers les Flandres (UCI World Tour)

### Avril
- 2-5 avril  : championnats d'Océanie sur piste, à Brisbane, en Ausralie.
- 3 avril : Tour des Flandres (UCI World Tour)
- 3 avril : Tour des Flandres féminin (UCI World Tour féminin)
- 4-9 avril : Tour du Pays basque (UCI World Tour)
- 8 avril : championnats d'Océanie de BMX, à Brisbane, en Australie.
- 8-10 avril : Coupe du monde de VTT, manche de Petropolis.
- 9-10 avril  : championnats d'Océanie sur route, à Brisbane, en Australie.
- 10 avril : Amstel Gold Race (UCI World Tour)
- 10 avril : Amstel Gold Race féminine (UCI World Tour féminin)
- 10 avril : championnats d'Océanie de BMX freestyle, à Brisbane, en Australie.
- 16 avril : Paris-Roubaix Femmes (UCI World Tour féminin)
- 17 avril : Paris-Roubaix (UCI World Tour)
- 20 avril :  Flèche wallonne (UCI World Tour)
- 20 avril :  Flèche wallonne féminine (UCI World Tour féminin)
- 21-24 avril : Coupe des nations sur piste, manche de Glasgow.
- 22-23 avril : championnats d'Afrique de cross-country VTT, à Windhoek, en Namibie.
- 23 avril  : Coupe du monde de cross-country eliminator, manche d'Abu Dhabi.
- 24 avril : Liège-Bastogne-Liège (UCI World Tour)
- 24 avril : Liège-Bastogne-Liège féminin (UCI World Tour féminin)
- 26 avril-1er mai :  Tour de Romandie (UCI World Tour)

### Mai
- 1er mai : Eschborn-Francfort (UCI World Tour)
- 6-8 mai : Coupe du monde de VTT, manche d'Albstadt.
- 6-29 mai : Tour d'Italie (UCI World Tour)
- 12-15 mai : Coupe des nations sur piste, manche de Milton.
- 12-15 mai  : championnats panaméricains sur route, à San Juan, en Argentine.
- 13-15 mai : Coupe du monde de VTT, manche de Nove Mesto.
- 13-15 mai : Tour du Pays basque féminin (UCI World Tour féminin)
- 19-22 mai : Tour de Burgos féminin (UCI World Tour féminin)
- 21-22 mai : Coupe du monde de VTT, manche de Fort William.
- 25-29 mai : Coupe du monde de BMX freestyle, manche de Montpellier.
- 26-29 mai : championnats panaméricains de cross-country VTT, à Catamarca, en Argentine.
- 27-29 mai : RideLondon-Classique (UCI World Tour féminin)
- 28-29 mai : Coupe du monde de BMX, manches de Glasgow.

### Juin
- 3-5 juin : Coupe du monde de BMX freestyle, manche d'Osijek.
- 5 juin  : Coupe du monde de cross-country eliminator, manche de Louvain.
- 5-12 juin : Critérium du Dauphiné (UCI World Tour)
- 6-11 juin: The Women's Tour (UCI World Tour féminin)
- 10-12 juin : Coupe du monde de VTT, manche de Leogang.
- 11-12 juin : Coupe du monde de BMX, manches de Papendal.
- 12-19 juin : Tour de Suisse (UCI World Tour)
- 17 juin  : Coupe du monde de cross-country eliminator, manche de Falun.
- 18-22 juin  : championnats d'Asie sur piste, à New Delhi, en Inde.
- 19 juin  : championnats d'Europe de cross-country marathon VTT, à Jablonné v Podještědí, en Tchéquie.
- 24-26 juin  : championnats d'Europe de descente VTT, à Maribor, en Slovénie.
- 30 juin-3 juillet  : championnats d'Europe de VTT, à Anadia, au Portugal.

### Juillet
- 1er-10 juillet : Tour d'Italie féminin (UCI World Tour féminin)
- 1er-24 juillet :  Tour de France (UCI World Tour)
- 7-10 juillet : Coupe des nations sur piste, manche de Cali.
- 7-10 juillet  : championnats d'Europe sur route juniors et espoirs, à Anadia, au Portugal.
- 8-10 juillet : Coupe du monde de VTT, manche de Lenzerheide.
- 8-10 juillet  : championnats d'Europe de BMX, à Dessel, en Belgique.
- 14-17 juillet  : championnats d'Afrique sur piste, à Abuja, au Nigéria.
- 14-19 juillet  : championnats d'Europe sur piste juniors et espoirs, à Anadia, au Portugal.
- 15-17 juillet : Coupe du monde de VTT, manche de Vallnord.
- 23 juillet  : Coupe du monde de cross-country eliminator, manche d'Aalen.
- 24-31 juillet : Tour de France Femmes (UCI World Tour féminin)
- 27-31 juillet : championnats du monde de BMX, à Nantes, en France.
- 29-31 juillet : Coupe du monde de VTT, manche de Snowshoe.
- 29 juillet-7 août : Jeux du Commonwealth
- 30 juillet : Classique de Saint-Sébastien (UCI World Tour)
- 30 juillet-5 août : Tour de Pologne (UCI World Tour)
- 31 juillet  : Coupe du monde de cross-country eliminator, manche de  Valkenswaard.

### Août
- 5-7 août : Coupe du monde de VTT, manche de Mont-Sainte-Anne.
- 6 août : Contre-la-montre par équipes de l'Open de Suède Vårgårda (UCI World Tour féminin)
- 7 août : Course en ligne de l'Open de Suède Vårgårda (UCI World Tour féminin)
- 9-14 août : Tour de Scandinavie féminin (UCI World Tour féminin)
- 11-13 août  : championnats d'Europe de BMX freestyle, à Munich, en Allemagne.
- 11-16 août  : championnats d'Europe sur piste, à Munich, en Allemagne.
- 14 août  : Coupe du monde de cross-country eliminator, manche d'Audenarde.
- 14-21 août  : championnats d'Europe sur route, à Munich, en Allemagne.
- 19-20 août  : championnats d'Europe de cross-country VTT, à Munich, en Allemagne.
- 19-21 août : championnats panaméricains de cross-country marathon VTT, à Juiz de Fora, au Brésil.
- 19 août-11 septembre : Tour d'Espagne  (UCI World Tour)
- 20 août : championnats d'Asie de BMX, à Negeri Sembilan, en Malaisie.
- 21 août :  Cyclassics Hamburg (UCI World Tour)
- 21 août  : Coupe du monde de cross-country eliminator, manche de Sakarya.
- 23-27 août : Championnats du monde sur piste juniors, à Tel Aviv, en Israël.
- 24-28 août : championnats du monde de VTT, aux Gets, en France.
- 27 août : Grand Prix de Plouay féminin (UCI World Tour féminin)
- 28 août :  Bretagne Classic (UCI World Tour)
- 28 août  : Coupe du monde de cross-country eliminator, manche de Palangka Raya.
- 30 août-4 septembre : Simac Ladies Tour (UCI World Tour féminin)

### Septembre
- 2-4 septembre : Coupe du monde de VTT, manche de Val di Sole.
- 3 septembre : championnats d'Afrique de BMX, à Bulawayo, au Zimbabwe.
- 4 septembre  : Coupe du monde de cross-country eliminator, manche de Leh.
- 8-11 septembre : Ceratizit Challenge by La Vuelta (UCI World Tour féminin)
- 9 septembre :  Grand Prix cycliste de Québec (UCI World Tour)
- 10 septembre  : Coupe du monde de cross-country eliminator, manche de Paris.
- 10 septembre : championnats panaméricains de BMX, à Santiago del Estero, en Argentine.
- 11 septembre :  Grand Prix cycliste de Montréal (UCI World Tour)
- 11 septembre : championnats panaméricains de VTT marathon, à Conceição do Mato Dentro, au Brésil
- 17 septembre  : Coupe du monde de cross-country eliminator, manche de Winterberg.
- 17-18 septembre : championnats du monde de VTT marathon, à Haderslev, au Danemark.
- 18-25 septembre : championnats du monde sur route, à Wollongong, en Australie.
- 24-25 septembre : Coupe du monde de BMX, manches de Bogota.

### Octobre
- 1-2 octobre : Coupe du monde de BMX, manches de Bogota.
- 2 octobre : championnats du monde de cross-country éliminatoire, à Barcelone, en Espagne.
- 7-9 octobre : Tour de Romandie féminin (UCI World Tour féminin)
- 8 octobre : Tour de Lombardie (UCI World Tour)
- 8-9 octobre : Championnats du monde de gravel, en Italie.
- 9 octobre : Coupe du monde de cyclo-cross, manche de Waterloo.
- 12-16 octobre : championnats du monde sur piste, à Saint-Quentin en Yvelines, en France.
- 16 octobre : Coupe du monde de cyclo-cross, manche de Fayetteville.
- 19-23 octobre : championnats d'Asie de VTT, à Suncheon, en Corée du Sud
- 23 octobre : Coupe du monde de cyclo-cross, manche de Tabor.
- 30 octobre : Coupe du monde de cyclo-cross, manche de Maasmechelen.

### Novembre
- 4 novembre  : championnats panaméricains de cyclo-cross, à Falmouth, aux États-Unis.
- 4-6 novembre : championnats du monde de cyclisme en salle, à Gand, en Belgique.
- 4-6 novembre  : championnats d'Europe de cyclo-cross, à Namur, en Belgique.
- 9-13 novembre : championnats du monde de cyclisme urbain, à Abou Dabi, aux Émirats arabes unis.
- 13 novembre : Coupe du monde de cyclo-cross, manche de Beekse Bergen.
- 19 novembre : championnats du monde de pump track, à Santiago, au Chili
- 20 novembre : Coupe du monde de cyclo-cross, manche d'Overijse.
- 26-27 novembre : championnats panaméricains de BMX freestyle, à Lima, au Pérou.
- 27 novembre : Coupe du monde de cyclo-cross, manche de Hulst.

### Décembre
- 4 décembre : Coupe du monde de cyclo-cross, manche d'Anvers.
- 9-11 décembre : Coupe du monde de BMX freestyle, manche de la Gold Coast.
- 11 décembre : Coupe du monde de cyclo-cross, manche de Dublin.
- 11 décembre : championnats d'Europe de beachrace, à Dunkerque, en France.
- 17 décembre : Coupe du monde de cyclo-cross, manche de Val di Sole.
- 26 décembre : Coupe du monde de cyclo-cross, manche de Gavere.